# Roldanillo (kommun)
Roldanillo är en kommun i Colombia.   Den ligger i departementet Valle del Cauca, i den centrala delen av landet, 230 km väster om huvudstaden Bogotá. Antalet invånare är 34 698.